# 고노에 사키코
코노에 사키코(일본어: 近衛 前子 このえ さきこ[*], 덴쇼 3년 (1575년) - 간에이 7년 7월 3일 (1630년 8월 11일))는 아즈치모모야마 시대에서 에도 시대 초기에 걸쳐 살은 여성이다. 고요제이 천황의 뇨고이자, 뇨인이고, 고미즈노오 천황의 생모이자, 메이쇼 천황의 할머니이다. 아버지는 코노에 사키히사, 어머니는 호쥬인이다. 원호는 츄카몬인 (中和門院)이다.

## 약력
덴쇼 14년 (1586년) 12월에 도요토미 히데요시 부부의 양녀가 되어 고요제이 천황에 입내하였다. 종3위에 서위되어, 뇨고가 되다. 섭가로부터의 입내는 오랫동안 없었는데, 남북조 시대 이래의 뇨고 재흥이 되었다. 겐나 6년 (1620년) 6월 2일, 준삼궁이 되고, 같은 날 원호 선하가 있어, 츄카몬인이라 불리게 되었다. 겐나 8년 (1622년)에 남광방 텐카이를 계사로 출가하였다. 간에이 7년 (1630년)에 7월 3일에 사망하였다. 교토부 교토시 히가시야마구 이마쿠마노이즈미야마초의 센뉴지 내에 있는 츠키노와릉에 묘가 있다.

## 자녀
- 쇼코 여왕 (덴쇼 18년 (1590년) - 분로쿠 3년 (1594년))
- 류토인노미야 (덴쇼 20년 (1592년) - 게이초 5년 (1600년))
- 세이시/키요코 내친왕 (덴쇼 20년/분로쿠 원년/분로쿠 2년 (1593년) - 엔호 2년 (1674년) - 타카츠카사 노부히사의 정실
- 분고/후미타카 여왕 (분로쿠 4년 (1595년) - 간에이 21년 (1644년))
- 코토히토 친왕 (고미즈노오 천황) (분로쿠 5년 (1596년) - 엔호 8년 (1680년))
- 소에이 여왕 (게이초 3년 (1598년) - 게이초 16년 (1611년))

- 코노에 노부히로 (게이초 4년 (1599년) - 게이안 2년 (1649년) - 코노에 노부타다의 양자. 관백
- 타카마츠노미야 요시히토 친왕 (게이초 8년 (1603년) - 간에이 15년 (1638년) - 초대 타카마츠노미야
- 이치조 아키요시 (게이초 10년 (1605년) - 간분 12년 (1672년)) - 이치조 우치모토의 양자. 섭정ㆍ관백
- 테이시 내친왕 (게이초 11년 (1606년) - 엔호 3년 (1675년)) - 니조 야스미치의 정실
- 손가쿠 법친왕 (게이초 13년 (1608년) - 만지 4년/간분 원년 (1661년)) - 이치죠인 몬세키
- 손렌 여왕